# Matija Nastasić
Matija Nastasić (in serbo Матија Настасић?; Valjevo, 28 marzo 1993) è un calciatore serbo, difensore svincolato.

## Caratteristiche tecniche
Paragonato a Nemanja Vidić, è un difensore centrale forte fisicamente e abile nel gioco aereo grazie alla sua altezza (188 cm), sinistro naturale, ha buone capacità tecniche che gli permettono di partecipare attivamente alla costruzione della manovra.
Nel 2012 è stato inserito nella lista dei migliori calciatori nati dopo il 1991 stilata da Don Balón.

## Carriera

### Club

#### Gli inizi
Nato a Valjevo, ha iniziato a giocare nella scuola calcio privata Valis, transitando poi nelle altre due squadre cittadine: lo ZSK e il Budućnost. Durante un incontro di una selezione giovanile della Serbia Occidentale viene notato dagli osservatori del Partizan che lo tesserano per le proprie formazioni giovanili.
Nel gennaio 2010 è stato mandato in prestito in prima divisione serba nel Teleoptik dove ha collezionato 9 presenze. A luglio 2010 è tornato al club di Belgrado senza riuscire a trovare spazio e nel 2011 viene prestato nuovamente al Teleoptik.

#### Fiorentina
Il 13 dicembre 2010 viene acquistato dalla Fiorentina con cui firma un contratto fino al 2014, che però decide di lasciarlo nel campionato serbo sino al termine della stagione.
La conferma dell'acquisto viene data solamente l'11 luglio 2011, quando la società comunica che verrà presentato alla stampa insieme all'altro acquisto Rômulo nel ritiro di Cortina d'Ampezzo, il difensore è stato acquistato per 2,5 milioni di euro.
Esordisce in Serie A l'11 settembre 2011 in Fiorentina-Bologna 2-0, subentrando nel secondo tempo ad Alessandro Gamberini. La prima partita da titolare è il 19 novembre 2011 contro il Milan, mentre la sua prima rete l'ha messa a segno il 4 marzo 2012, gol del 2-0 in casa contro il Cesena. La sua seconda ed ultima rete in maglia viola l'ha segnata nella partita Parma-Fiorentina, poi finita 2-2.

#### Manchester City
Il 31 agosto 2012, dopo aver giocato due partite in maglia viola tra campionato e coppa nazionale, viene acquistato dal Manchester City per 16 milioni di euro più il cartellino del difensore Stefan Savić. Nel primo anno in Inghilterra verrà schierato sempre titolare nelle 30 presenze realizzate nelle varie competizioni, tra cui la Champions League dove ha esordito il 18 settembre in casa del Real Madrid.
Nella stagione successiva vince la Premier League e la Football League Cup, ma il suo impiego in campo sarà minore rispetto all'anno passato a seguito di alcuni infortuni, avvenuti tra l'inizio stagione e la fine dell'anno, che lo terranno fuori da dicembre fino alla fine stagione.
Nella stagione 2014-2015 non rientra più nei piani del tecnico Manuel Pellegrini e, complice un nuovo infortunio, gioca solo i novanta della finale di Community Shield persa contro l'Arsenal (3-0), il 18 agosto 2014, a Wembley.

#### Schalke 04
Il 13 gennaio 2015 passa in prestito ai tedeschi dello Schalke 04. Il 31 gennaio seguente fa il suo esordio con la nuova maglia, nella vittoria per 1-0 contro l'Hannover 96. L'11 marzo 2015 lo Schalke annuncia di aver riscattato il giocatore per 9,5 milioni di euro, che si è legato al club con un contratto quadriennale.
Il successivo 15 agosto, alla prima partita di campionato della stagione successiva, vinta per 3-0 contro il Werder Brema, ha riportato la rottura del tendine d'Achille del piede sinistro; questo infortunio lo ha costretto a saltare tutta la stagione 2015-2016. Nella stagione 2016-2017 colleziona 35 presenze tra campionato e coppe, risultando protagonista con 10 partite nell'edizione di Europa League che si è conclusa per la squadra tedesca ai quarti di finale nel doppio confronto con l'Ajax.
Inizia bene anche la stagione 2017/2018, quella che per i bianco-blu terminerà con un ottimo secondo posto in Bundesliga. 27 presenze tra campionato e coppa nazionale fino ad aprile, quando è di nuovo il ginocchio a infortunarsi.
La successiva stagione gioca con più regolarità e senza infortuni gravi, tornando a calcare il palcoscenico della Champions League dove lo Schalke 04 verrà eliminato negli ottavi di finale dal Manchester City. Il 12 aprile 2019 segna il suo primo gol nel campionato tedesco contro il Norimberga, chiudendo la stagione con 37 presenze e 1 gol tra tutte le competizioni.
Alcuni problemi fisici tornano a colpire tra il 2019 e il 2020, tali da chiudere con appena 16 apparizioni totali la stagione. L'anno successivo lo Schalke 04 è autore di un campionato da dimenticare, chiuso all'ultimo posto con la retrocessione, mentre Nastasic conclude la sua esperienza in Germania già a febbraio per via dell'ennesimo infortunio.

#### Ritorno alla Fiorentina e Maiorca
Il 21 agosto 2021, Nastasić viene ingaggiato a titolo definitivo dalla Fiorentina, facendo così ritorno a Firenze a nove anni dall'ultima volta, e andando a sostituire il partente Germán Pezzella.
Dopo un nuovo infortunio e appena sette presenze complessive con i viola, tra cui l'esordio internazionale nella Conference League, il 1º settembre 2022 Nastasić rescinde con i toscani e firma con il Maiorca, squadra della Liga. Fa il suo esordio con la nuova maglia l'11 settembre seguente, in casa del Real Madrid (4-1).
Il 30 giugno 2023, viene ufficialmente annunciato che il difensore avrebbe lasciato il club isolano, non avendo rinnovato il proprio contratto. Dopo due mesi da svincolato e ad un anno esatto dal suo arrivo, il 1º settembre 2023 firma un nuovo accordo con il Maiorca, con scadenza 30 giugno 2024.

### Nazionale
È stato capitano dell'Under-17, con cui ha segnato una doppietta nell'Europeo di categoria contro la Svizzera Under-17. Entra a far parte della rosa dell'Under-19. In totale ha raccolto 19 presenze e 6 goal nelle selezioni giovanili della sua nazione. Attualmente, nonostante la giovanissima età, è stato selezionato anche per l'Under-21. Viene convocato per la prima volta dalla nazionale maggiore per le amichevoli contro Armenia e Cipro del 28 e 29 febbraio 2012. Esordisce nella partita contro Cipro terminata 0-0.

## Statistiche

### Presenze e reti nei club
Statistiche aggiornate al 23 dicembre 2024.
| Stagione               | Squadra                | Campionato             | Campionato | Campionato | Coppe nazionali | Coppe nazionali | Coppe nazionali | Coppe continentali | Coppe continentali | Coppe continentali | Altre coppe | Altre coppe | Altre coppe | Totale | Totale |
| Stagione               | Squadra                | Comp                   | Pres       | Reti       | Comp            | Pres            | Reti            | Comp               | Pres               | Reti               | Comp        | Pres        | Reti        | Pres   | Reti   |
| ---------------------- | ---------------------- | ---------------------- | ---------- | ---------- | --------------- | --------------- | --------------- | ------------------ | ------------------ | ------------------ | ----------- | ----------- | ----------- | ------ | ------ |
| gen.-giu. 2010         | Teleoptik              | PL                     | 9          | 0          | CS              | 0               | 0               | -                  | -                  | -                  | -           | -           | -           | 9      | 0      |
| 2010-2011              | Teleoptik              | PL                     | 12         | 0          | CS              | 0               | 0               | -                  | -                  | -                  | -           | -           | -           | 12     | 0      |
| Totale Teleoptik       | Totale Teleoptik       | Totale Teleoptik       | 21         | 0          |                 | 0               | 0               |                    | -                  | -                  |             | -           | -           | 21     | 0      |
| 2011-2012              | Fiorentina             | A                      | 25         | 2          | CI              | 2               | 0               | -                  | -                  | -                  | -           | -           | -           | 27     | 2      |
| ago. 2012              | Fiorentina             | A                      | 1          | 0          | CI              | 1               | 0               | -                  | -                  | -                  | -           | -           | -           | 2      | 0      |
| 2012-2013              | Manchester City        | PL                     | 21         | 0          | FACup+CdL       | 3+1             | 0               | UCL                | 5                  | 0                  | CS          | -           | -           | 30     | 0      |
| 2013-2014              | Manchester City        | PL                     | 13         | 0          | FACup+CdL       | 2+1             | 0               | UCL                | 4                  | 0                  | -           | -           | -           | 20     | 0      |
| 2014-gen. 2015         | Manchester City        | PL                     | 0          | 0          | FACup+CdL       | 0+0             | 0               | UCL                | 0                  | 0                  | CS          | 1           | 0           | 1      | 0      |
| Totale Manchester City | Totale Manchester City | Totale Manchester City | 34         | 0          |                 | 7               | 0               |                    | 9                  | 0                  |             | 1           | 0           | 51     | 0      |
| gen.-giu. 2015         | Schalke 04             | BL                     | 16         | 0          | CG              | 0               | 0               | UCL                | 2                  | 0                  | -           | -           | -           | 18     | 0      |
| 2015-2016              | Schalke 04             | BL                     | 1          | 0          | CG              | 1               | 1               | UEL                | 0                  | 0                  | -           | -           | -           | 2      | 1      |
| 2016-2017              | Schalke 04             | BL                     | 22         | 0          | CG              | 3               | 0               | UEL                | 10                 | 0                  | -           | -           | -           | 35     | 0      |
| 2017-2018              | Schalke 04             | BL                     | 24         | 0          | CG              | 3               | 0               | -                  | -                  | -                  | -           | -           | -           | 27     | 0      |
| 2018-2019              | Schalke 04             | BL                     | 28         | 1          | CG              | 3               | 0               | UCL                | 6                  | 0                  | -           | -           | -           | 37     | 1      |
| 2019-2020              | Schalke 04             | BL                     | 16         | 0          | CG              | 4               | 0               | -                  | -                  | -                  | -           | -           | -           | 20     | 0      |
| 2020-2021              | Schalke 04             | BL                     | 15         | 0          | CG              | 3               | 0               | -                  | -                  | -                  | -           | -           | -           | 18     | 0      |
| Totale Schalke 04      | Totale Schalke 04      | Totale Schalke 04      | 122        | 1          |                 | 17              | 1               |                    | 18                 | 0                  |             | -           | -           | 157    | 2      |
| 2021-2022              | Fiorentina             | A                      | 5          | 0          | CI              | 1               | 0               | -                  | -                  | -                  | -           | -           | -           | 6      | 0      |
| lug.-ago. 2022         | Fiorentina             | A                      | 0          | 0          | CI              | -               | -               | UECL               | 1                  | 0                  | -           | -           | -           | 1      | 0      |
| Totale Fiorentina      | Totale Fiorentina      | Totale Fiorentina      | 31         | 2          |                 | 4               | 0               |                    | 1                  | 0                  |             | -           | -           | 36     | 2      |
| ago. 2022-2023         | Maiorca                | PD                     | 14         | 1          | CR              | 3               | 0               | -                  | -                  | -                  | -           | -           | -           | 17     | 1      |
| set. 2023-2024         | Maiorca                | PD                     | 26         | 2          | CR              | 6               | 0               | -                  | -                  | -                  | -           | -           | -           | 32     | 2      |
| Totale Maiorca         | Totale Maiorca         | Totale Maiorca         | 40         | 3          |                 | 9               | 0               |                    | -                  | -                  |             | -           | -           | 49     | 3      |
| 2024-2025              | Leganés                | PD                     | 13         | 0          | CR              | 0               | 0               | -                  | -                  | -                  | -           | -           | -           | 13     | 0      |
| Totale carriera        | Totale carriera        | Totale carriera        | 261        | 6          |                 | 37              | 1               |                    | 28                 | 0                  |             | 1           | 0           | 327    | 7      |

### Cronologia presenze e reti in nazionale
| Cronologia completa delle presenze e delle reti in nazionale ― Serbia | Cronologia completa delle presenze e delle reti in nazionale ― Serbia | Cronologia completa delle presenze e delle reti in nazionale ― Serbia | Cronologia completa delle presenze e delle reti in nazionale ― Serbia | Cronologia completa delle presenze e delle reti in nazionale ― Serbia | Cronologia completa delle presenze e delle reti in nazionale ― Serbia | Cronologia completa delle presenze e delle reti in nazionale ― Serbia | Cronologia completa delle presenze e delle reti in nazionale ― Serbia |
| Data                                                                  | Città                                                                 | In casa                                                               | Risultato                                                             | Ospiti                                                                | Competizione                                                          | Reti                                                                  | Note                                                                  |
| --------------------------------------------------------------------- | --------------------------------------------------------------------- | --------------------------------------------------------------------- | --------------------------------------------------------------------- | --------------------------------------------------------------------- | --------------------------------------------------------------------- | --------------------------------------------------------------------- | --------------------------------------------------------------------- |
| 29-2-2012                                                             | Nicosia                                                               | Cipro                                                                 | 0 – 0                                                                 | Serbia                                                                | Amichevole                                                            | -                                                                     |                                                                       |
| 15-8-2012                                                             | Belgrado                                                              | Serbia                                                                | 0 – 0                                                                 | Irlanda                                                               | Amichevole                                                            | -                                                                     |                                                                       |
| 8-9-2012                                                              | Glasgow                                                               | Scozia                                                                | 0 – 0                                                                 | Serbia                                                                | Qual. Mondiali 2014                                                   | -                                                                     | 30’                                                                   |
| 11-9-2012                                                             | Belgrado                                                              | Serbia                                                                | 6 – 1                                                                 | Galles                                                                | Qual. Mondiali 2014                                                   | -                                                                     |                                                                       |
| 12-10-2012                                                            | Belgrado                                                              | Serbia                                                                | 0 – 3                                                                 | Belgio                                                                | Qual. Mondiali 2014                                                   | -                                                                     |                                                                       |
| 16-10-2012                                                            | Skopje                                                                | Macedonia                                                             | 1 – 0                                                                 | Serbia                                                                | Qual. Mondiali 2014                                                   | -                                                                     |                                                                       |
| 14-11-2012                                                            | San Gallo                                                             | Cile                                                                  | 1 – 3                                                                 | Serbia                                                                | Amichevole                                                            | -                                                                     |                                                                       |
| 6-2-2013                                                              | Nicosia                                                               | Cipro                                                                 | 1 – 3                                                                 | Serbia                                                                | Amichevole                                                            | -                                                                     |                                                                       |
| 22-3-2013                                                             | Zagabria                                                              | Croazia                                                               | 2 – 0                                                                 | Serbia                                                                | Qual. Mondiali 2014                                                   | -                                                                     |                                                                       |
| 26-3-2013                                                             | Novi Sad                                                              | Serbia                                                                | 2 – 0                                                                 | Scozia                                                                | Qual. Mondiali 2014                                                   | -                                                                     | 61’                                                                   |
| 6-9-2013                                                              | Belgrado                                                              | Serbia                                                                | 1 – 1                                                                 | Croazia                                                               | Qual. Mondiali 2014                                                   | -                                                                     |                                                                       |
| 10-9-2013                                                             | Cardiff                                                               | Galles                                                                | 0 – 3                                                                 | Serbia                                                                | Qual. Mondiali 2014                                                   | -                                                                     |                                                                       |
| 11-10-2013                                                            | Novi Sad                                                              | Serbia                                                                | 2 – 0                                                                 | Giappone                                                              | Amichevole                                                            | -                                                                     |                                                                       |
| 15-10-2013                                                            | Jagodina                                                              | Serbia                                                                | 5 – 1                                                                 | Macedonia                                                             | Qual. Mondiali 2014                                                   | -                                                                     |                                                                       |
| 7-9-2014                                                              | Belgrado                                                              | Serbia                                                                | 1 – 1                                                                 | Francia                                                               | Amichevole                                                            | -                                                                     | 64’                                                                   |
| 11-10-2014                                                            | Erevan                                                                | Armenia                                                               | 1 – 1                                                                 | Serbia                                                                | Qual. Euro 2016                                                       | -                                                                     | 45’                                                                   |
| 14-10-2014                                                            | Belgrado                                                              | Serbia                                                                | 0 – 3 tav                                                             | Albania                                                               | Qual. Euro 2016                                                       | -                                                                     |                                                                       |
| 29-3-2015                                                             | Lisbona                                                               | Portogallo                                                            | 2 – 1                                                                 | Serbia                                                                | Qual. Euro 2016                                                       | -                                                                     |                                                                       |
| 7-6-2015                                                              | Sankt Pölten                                                          | Serbia                                                                | 4 – 1                                                                 | Azerbaigian                                                           | Amichevole                                                            | -                                                                     |                                                                       |
| 13-6-2015                                                             | Copenaghen                                                            | Danimarca                                                             | 2 – 0                                                                 | Serbia                                                                | Qual. Euro 2016                                                       | -                                                                     |                                                                       |
| 5-9-2016                                                              | Belgrado                                                              | Serbia                                                                | 2 – 2                                                                 | Irlanda                                                               | Qual. Mondiali 2018                                                   | -                                                                     | 72’                                                                   |
| 6-10-2016                                                             | Chișinău                                                              | Moldavia                                                              | 0 – 3                                                                 | Serbia                                                                | Qual. Mondiali 2018                                                   | -                                                                     |                                                                       |
| 9-10-2016                                                             | Belgrado                                                              | Serbia                                                                | 3 – 2                                                                 | Austria                                                               | Qual. Mondiali 2018                                                   | -                                                                     |                                                                       |
| 12-11-2016                                                            | Cardiff                                                               | Galles                                                                | 1 – 1                                                                 | Serbia                                                                | Qual. Mondiali 2018                                                   | -                                                                     | 45’                                                                   |
| 11-6-2017                                                             | Belgrado                                                              | Serbia                                                                | 1 – 1                                                                 | Galles                                                                | Qual. Mondiali 2018                                                   | -                                                                     |                                                                       |
| 2-9-2017                                                              | Belgrado                                                              | Serbia                                                                | 3 – 0                                                                 | Moldavia                                                              | Qual. Mondiali 2018                                                   | -                                                                     |                                                                       |
| 6-10-2017                                                             | Vienna                                                                | Austria                                                               | 3 – 2                                                                 | Serbia                                                                | Qual. Mondiali 2018                                                   | -                                                                     |                                                                       |
| 27-3-2018                                                             | Londra                                                                | Nigeria                                                               | 0 – 2                                                                 | Serbia                                                                | Amichevole                                                            | -                                                                     |                                                                       |
| 7-9-2019                                                              | Belgrado                                                              | Serbia                                                                | 2 – 4                                                                 | Portogallo                                                            | Qual. Euro 2020                                                       | -                                                                     |                                                                       |
| 1-9-2021                                                              | Debrecen                                                              | Qatar                                                                 | 0 – 4                                                                 | Serbia                                                                | Amichevole                                                            | -                                                                     | cap. 46’                                                              |
| 4-9-2021                                                              | Belgrado                                                              | Serbia                                                                | 4 – 1                                                                 | Lussemburgo                                                           | Qual. Mondiali 2022                                                   | -                                                                     | 84’                                                                   |
| 9-10-2021                                                             | Lussemburgo                                                           | Lussemburgo                                                           | 0 – 1                                                                 | Serbia                                                                | Qual. Mondiali 2022                                                   | -                                                                     |                                                                       |
| 12-10-2021                                                            | Belgrado                                                              | Serbia                                                                | 3 – 1                                                                 | Azerbaigian                                                           | Qual. Mondiali 2022                                                   | -                                                                     | cap.                                                                  |
| 24-3-2022                                                             | Budapest                                                              | Ungheria                                                              | 0 – 1                                                                 | Serbia                                                                | Amichevole                                                            | -                                                                     | 65’                                                                   |
| 29-3-2022                                                             | Copenaghen                                                            | Danimarca                                                             | 3 – 0                                                                 | Serbia                                                                | Amichevole                                                            | -                                                                     | 46’                                                                   |
| Totale                                                                |                                                                       | Presenze                                                              | 34                                                                    |                                                                       | Reti                                                                  | 0                                                                     |                                                                       |

## Palmarès

### Club

#### Competizioni nazionali
- Coppa di Lega inglese: 1

Manchester City: 2013-2014
- Campionato inglese: 1

Manchester City: 2013-2014